# Mike Edwards (Footballspieler)
Mike Edwards (* 18. Mai 1996 in Cincinnati, Ohio) ist ein US-amerikanischer American-Football-Spieler auf der Position des Safeties, der zuletzt für die Tampa Bay Buccaneers in der National Football League (NFL) spielte, für die er bereits von 2019 bis 2022 aktiv war und Super Bowl LV gewann. 2023 holte er den Super Bowl LVIII mit den Kansas City Chiefs, zu denen er 2025 zurückkehrte.

## Frühe Jahre
Edwards wuchs in Cincinnati auf und besuchte dort die Winton Woods High School, für die er in der Football-, Basketball-, Baseball- und Leichtathletikmannschaft aktiv war. In der Footballmannschaft kam er in der Defense, vor allem als Cornerback zum Einsatz. So konnte er in seinem letzten Jahr 46 Tackles und 7 Interceptions verzeichnen, dazu kamen drei Touchdowns als Punt Returner. Er galt als einer der besten Cornerbacks seines Jahrgangs und wurde ins First-Team Division II All-Ohio gewählt. Daneben kam er in der Basketballmannschaft als Guard zum Einsatz und war Teil der 4-mal-100-Meter und der 4-mal-400-Meter-Staffel seiner Highschool. Nach seinem Highschoolabschluss erhielt er ein Stipendium der University of Kentucky aus Lexington, Kentucky, für die er von 2014 bis 2018 in der Footballmannschaft aktiv war. Nachdem Edwards in seinem ersten Jahr geredshirted wurde, kam er in den folgenden vier Jahren in 48 Spielen zum Einsatz und konnte dabei 317 Tackles, 1,5 Sacks sowie 10 Interceptions für 146 Yards und 2 Touchdowns verzeichnen. Damit konnte er die zweitmeisten Tackles eines Defensive Backs in der Geschichte der University of Kentucky verzeichnen, er musste sich nur Darryl Bishop geschlagen geben, der zwischen 1971 und 1973 348 Tackles verzeichnete. Daneben konnte er 2018 mit seinem Team den Citrus Bowl gewinnen.

## NFL
Beim NFL-Draft 2019 wurde Edwards in der 3. Runde an 99. Stelle von den Tampa Bay Buccaneers ausgewählt. Sein NFL-Debüt gab er direkt am 1. Spieltag der Saison 2019 bei der 17:31-Niederlage gegen die San Francisco 49ers. Direkt am nächsten Spieltag war er zum ersten Mal Starter für die Bucs und konnte beim 20:14-Sieg gegen die Carolina Panthers drei Tackles verzeichnen. Am 11. Spieltag konnte er bei der 17:34-Niederlage gegen die New Orleans Saints seinen ersten Sack an Quarterback Taysom Hill verzeichnen. Insgesamt kam er in der Saison in 15 Spielen zum Einsatz, davon siebenmal als Starter. Er wurde sowohl in den Special Teams als auch in der Defense eingesetzt und konnte dabei 45 Tackles und einen Sack verzeichnen. Zur Saison 2020 blieb er allerdings lediglich Ersatzspieler seiner Mannschaft. Er kam zwar gelegentlich zum Einsatz, konnte allerdings nicht viele Statistiken verzeichnen. Am 3. Spieltag konnte er beim 28:10-Sieg gegen die Denver Broncos jedoch die erste Interception seiner Karriere von Quarterback Brett Rypien fangen. Am 6. Spieltag konnte er beim 38:10-Sieg gegen die Green Bay Packers erneut eine Interception verzeichnen, diesmal von Quarterback Aaron Rodgers. Da die Tampa Bay Buccaneers in dieser Saison 11 Spiele gewannen und nur 5 verloren, konnten sie sich für die Playoffs qualifizieren. Dort gab Edwards beim 31:23-Sieg gegen das Washington Football Team in der 1. Runde sein Debüt, bei dem er 4 Tackles verzeichnete. Beim 30:20-Sieg gegen die New Orleans Saints konnte Edwards kurz vor Spielende eine Interception von Quarterback Drew Brees fangen, wodurch die Bucs das Spiel gewinnen konnten. Daraufhin stand er beim folgenden NFC Championship Game gegen die Green Bay Packers erstmals in der Saison in der Startformation. Er verzeichnete 3 Tackles und verhalf seinem Team somit zum 31:26-Sieg, wodurch sie sich für Super Bowl LV qualifizierten konnten. In dem Spiel trafen sie auf die Kansas City Chiefs. Letzten Endes konnten die Buccaneers das Spiel deutlich mit 31:9 und somit den Super Bowl gewinnen, Edwards verzeichnete 4 Tackles.
Auch zu Beginn der Saison 2021 kam Edwards jedoch nicht über seine Rolle als Backup hinaus. Im ersten Saisonspiel, einem 31:29-Sieg gegen die Dallas Cowboys, stand er zwar meisten auf dem Feld und konnte 4 Tackles verzeichnen, war jedoch kein Starter. Am 2. Spieltag konnte er beim 48:25-Sieg gegen die Atlanta Falcons im 4. Quarter deren Quarterback Matt Ryan zweimal intercepten und sogar beide Interceptions direkt in die gegnerische Endzone tragen und Touchdowns erzielen. Es waren seine ersten beiden Touchdowns in der NFL. Daraufhin wurde er zum NFC Defensive Player of the Week ernannt. Am 5. Spieltag stand er daraufhin beim 45:17-Sieg gegen die Miami Dolphins erstmals in der Saison in der Startformation der Bucs. Am 11. Spieltag konnte er beim 30:10-Sieg gegen die New York Giants erneut eine Interception fangen, diesmal von Quarterback Daniel Jones. Im Dezember 2021 wurde Edwards wegen eines gefälschten Impfpasses für drei Spiele gesperrt. Im ersten Spiel nach der Sperre konnte er beim 32:6-Sieg gegen die Carolina Panthers sieben Tackles verzeichnen, zu diesem Zeitpunkt seine Karrierehöchstleistung in der Regular Season. Da die Buccaneers in dieser Saison 13 Spiele gewannen und nur vier verloren, konnten sie sich erneut für die Playoffs qualifizieren. Dort trafen sie in der ersten Runde auf die Philadelphia Eagles. Edwards war in diesem Spiel Starter und konnte neun Tackles sowie eine Interception von Quarterback Jalen Hurts verzeichnen. In der folgenden Divisional Runde gegen die Los Angeles Rams kam Edwards auch zum Einsatz, konnte die 27:30-Niederlage und somit das Ausscheiden allerdings nicht verhindern.
In der Saison 2022 wurde Edwards Stammspieler in der Defense der Buccaneers. Bereits am 2. Spieltag konnte er beim 20:10-Sieg gegen die New Orleans Saints seine erste Interception der Saison von Quarterback Jameis Winston fangen. Diese konnte er direkt in die Endzone der Saints tragen und somit seinen ersten Touchdown der Saison erzielen. Am 3. Spieltag konnte er bei der 12:14-Niederlage gegen die Green Bay Packers insgesamt 13 Tackles verzeichnen, wodurch er einen neuen Karrierehöchstwert an Tackles pro Spiel aufstellte. Dies konnte er am 4. Spieltag bei der 31:41-Niederlage gegen die Kansas City Chiefs noch einmal wiederholen. Besonders in der zweiten Saisonhälfte wurde Edwards allerdings von Verletzungen ausgebremst, aufgrund derer er ein paar Spiele verpasste. Am 12. Spieltag fing er bei der 17:23-Niederlage gegen die Cleveland Browns eine Interception von Jacoby Brissett. Trotz nur acht Siegen bei neun Niederlagen konnten sich die Buccaneers auch 2022 als Sieger der NFC South für die Playoffs qualifizieren. Dort schieden sie jedoch bereits in der Wildcard-Runde mit 14:31 gegen die Dallas Cowboys aus, Edwards verzeichnete dabei 10 Tackles. Nach der Saison wurde er ein Free Agent.
Vor der Saison 2023 unterschrieb Edwards einen Einjahresvertrag bei den Kansas City Chiefs. Dort gab er sein Debüt direkt am 1. Spieltag bei der 20:21-Niederlage gegen die Detroit Lions, bei der er zwei Tackles verzeichnen konnte. Zu Saisonbeginn war er jedoch in der Defense lediglich Backup für Justin Reid und Bryan Cook, daneben kam er in den Special Teams zum Einsatz. Am 3. Spieltag konnte er beim 41:10-Sieg gegen die Chicago Bears seine erste Interception als Chiefs-Spieler von Quarterback Justin Fields fangen. Am 4. Spieltag gelang ihm beim 23:20-Sieg gegen die New York Jets ein Sack an deren Quarterback Zach Wilson. Gegen Ende der Saison wurde er nach der Verletzung von Cook noch Stammspieler in der Defense als Safety. Bei der 17:20-Niederlage gegen die Buffalo Bills am 14. Spieltag, seinem ersten Spiel als Starter, konnte er insgesamt 11 Tackles verzeichnen. Beim 13:12-Sieg gegen die Los Angeles Chargers am 17. Spieltag konnte er schließlich seinen ersten Touchdown für die Chiefs erzielen: Gegen Ende des ersten Quarters konnte er einen Fumble von Easton Stick, dem Quarterback der Chargers, aufnehmen und über 97 Yards in deren Endzone tragen. Da die Chiefs in der Saison 11 Spiele gewannen und nur sechs verloren, konnten sie sich als Sieger der AFC West für die Playoffs qualifizieren. Auch dort blieb er Stammspieler in der Defense. Beim 26:7-Sieg gegen die Miami Dolphins in der Wildcard-Runde konnte Edwards eine Interception von deren Quarterback Tua Tagovailoa fangen. Beim 27:24-Sieg gegen die Buffalo Bills zog er sich nach einem Zusammenprall mit Stefon Diggs, Wide Receiver der Bills, eine Gehirnerschütterung zu und musste das Spiel bereits nach wenigen Minuten verletzungsbedingt verlassen. Beim 17:10-Sieg gegen die Baltimore Ravens im AFC Championship Game stand er jedoch schon wieder in der Startformation und half seinem Team somit, sich für Super Bowl LVIII in Las Vegas zu qualifizieren. Dort trafen sie auf die San Francisco 49ers. Auch in Super Bowl LVIII war Edwards Starter und konnte insgesamt sieben Tackles verzeichnen. Am Ende besiegten die Chiefs die 49ers mit 25:22 und somit gewann Edwards seinen zweiten Super Bowl.
Im März 2024 unterschrieb Edwards einen Einjahresvertrag bei den Buffalo Bills, kam dort jedoch nur zu drei Kurzeinsätzen. Nachdem die Bills vergeblich versucht hatten, vor Ende der Trade Deadline ein neues Team für Edwards zu finden, wurde er schließlich am 6. November 2024 entlassen.
Am 14. November 2024 gaben die Tampa Bay Buccaneers die Wiederverpflichtung von Edwards von der Waiver-Liste bekannt. Damit kehrte er zu dem Team zurück, dass ihn im Jahr 2019 ursprünglich gedraftet hatte.
Im April 2025 besiegelte er eine weitere Rückkehr zu einem früheren Team. Am 3. April unterzeichnete er einen Einjahresvertrag bei den Kansas City Chiefs.

## Karrierestatistiken
| Legende | Legende             |
| ------- | ------------------- |
| Fett    | Karrierehöchstwerte |

### Regular Season
| Saison                             | Team             | Spiele | Spiele  | Tackles | Tackles | Tackles | Tackles | Interceptions | Interceptions | Interceptions | Interceptions | Interceptions | Interceptions | Fumbles | Fumbles | Fumbles | Fumbles | TD gesamt |
| Saison                             | Team             | Gesamt | Starter | Gesamt  | Solo    | Assist  | Sack    | PD            | Int           | Yards         | Avg           | Lang          | TD            | FF      | FR      | Yards   | TD      | TD gesamt |
| ---------------------------------- | ---------------- | ------ | ------- | ------- | ------- | ------- | ------- | ------------- | ------------- | ------------- | ------------- | ------------- | ------------- | ------- | ------- | ------- | ------- | --------- |
| 2019                               | Bucs             | 15     | 7       | 45      | 33      | 12      | 1,0     | 6             | 0             | 0             | 0,0           | 0             | 0             | 0       | 2       | −1      | 0       | 0         |
| 2020                               | Bucs             | 16     | 0       | 11      | 6       | 5       | 0,0     | 5             | 2             | 67            | 33,5          | 37            | 0             | 0       | 1       | 31      | 0       | 0         |
| 2021                               | Bucs             | 14     | 4       | 46      | 34      | 12      | 0,0     | 7             | 3             | 46            | 15,3          | 31            | 2             | 1       | 0       | 0       | 0       | 2         |
| 2022                               | Bucs             | 13     | 12      | 82      | 52      | 30      | 1,0     | 3             | 2             | 66            | 33,0          | 68            | 1             | 0       | 0       | 0       | 0       | 1         |
| 2023                               | Chiefs           | 17     | 5       | 51      | 32      | 19      | 1,0     | 5             | 1             | 16            | 16,0          | 16            | 0             | 0       | 2       | 101     | 1       | 1         |
| 2024                               | Bills            | 3      | 0       | 1       | 1       | 0       | 0,0     | 0             | 0             | 0             | 0             | 0             | 0             | 0       | 0       | 0       | 0       | 0         |
| 2024                               | Bucs             | 5      | 2       | 11      | 6       | 5       | 0,0     | 1             | 0             | 0             | 0             | 0             | 0             | 0       | 0       | 0       | 0       | 0         |
| Gesamte Karriere                   | Gesamte Karriere | 83     | 30      | 247     | 164     | 83      | 3,0     | 27            | 8             | 195           | 24,4          | 68            | 3             | 1       | 5       | 131     | 1       | 4         |
| Quelle: pro-football-reference.com |                  |        |         |         |         |         |         |               |               |               |               |               |               |         |         |         |         |           |

### Postseason
| Saison                             | Team             | Spiele | Spiele  | Tackles | Tackles | Tackles | Tackles | Interceptions | Interceptions | Interceptions | Interceptions | Interceptions | Interceptions | Fumbles | Fumbles | Fumbles | Fumbles | TD gesamt |
| Saison                             | Team             | Gesamt | Starter | Gesamt  | Solo    | Assist  | Sack    | PD            | Int           | Yards         | Avg           | Lang          | TD            | FF      | FR      | Yards   | TD      | TD gesamt |
| ---------------------------------- | ---------------- | ------ | ------- | ------- | ------- | ------- | ------- | ------------- | ------------- | ------------- | ------------- | ------------- | ------------- | ------- | ------- | ------- | ------- | --------- |
| 2020                               | Bucs             | 4      | 1       | 12      | 8       | 4       | 0,0     | 3             | 1             | 1             | 1,0           | 1             | 0             | 0       | 0       | 0       | 0       | 0         |
| 2021                               | Bucs             | 2      | 1       | 11      | 10      | 1       | 0,0     | 1             | 1             | 0             | 0,0           | 0             | 0             | 0       | 0       | 0       | 0       | 0         |
| 2022                               | Bucs             | 1      | 1       | 10      | 6       | 4       | 0,0     | 1             | 0             | 0             | 0,0           | 0             | 0             | 0       | 0       | 0       | 0       | 0         |
| 2023                               | Chiefs           | 4      | 4       | 12      | 7       | 5       | 0,0     | 2             | 1             | −1            | −1,0          | −1            | 0             | 0       | 0       | 0       | 0       | 0         |
| 2024                               | Bucs             | 1      | 0       | 5       | 4       | 1       | 0,0     | 0             | 0             | 0             | 0             | 0             | 0             | 0       | 0       | 0       | 0       | 0         |
| Gesamte Karriere                   | Gesamte Karriere | 12     | 7       | 50      | 35      | 15      | 0,0     | 7             | 3             | 0             | 1,0           | 1             | 0             | 0       | 0       | 0       | 0       | 0         |
| Quelle: pro-football-reference.com |                  |        |         |         |         |         |         |               |               |               |               |               |               |         |         |         |         |           |